# Phyllanthus leucocalyx
Phyllanthus leucocalyx är en emblikaväxtart som beskrevs av John Hutchinson. Phyllanthus leucocalyx ingår i släktet Phyllanthus och familjen emblikaväxter. Inga underarter finns listade i Catalogue of Life.